# 對苯二酚單甲醚
對苯二酚單甲醚，又稱4-甲氧基苯酚、对甲氧酚或MEHQ，是一種有機化合物。標準狀態下為白色片狀結晶體，易溶於醇、醚、丙酮、甲苯和乙酸乙酯，微溶於水。是化工原料，常作為乙烯基型單體的阻聚劑、紫外線抑制劑、染料中間體等，亦可作為一種酚類的皮膚科外用藥。

## 應用

### 皮膚科
对苯二酚单甲醚 是用于皮肤脱色的外用药物中常见的活性成分。作为一种外用药物，甲喹醇通常与維A酸、外用类维生素A 混合使用。这种药物的常见配方是按质量计 2% 甲喹醇和 0.01% 維A酸的乙醇溶液。 皮肤科医生通常会开这种药来治疗日光性痣、肝斑 或 老年斑
较低剂量的甲喹醇已与 Q 开关激光一起使用，以使播散性特发性白癜风患者的皮肤脱色。

### 有機化學
在有機化學中，對苯二酚單甲醚是常用的阻聚劑之一，添加於活性不飽和單體中，例如甲基丙烯酸甲酯、丙烯酸丁酯、醋酸乙烯、苯乙烯。在工業上，添加了對苯二酚單甲醚的單體於使用前不需要特別去除，使用自由基引發劑、加熱、通氮除氧、抽真空除氧等方式即可使單體正常聚合反應。於實驗室中，可利氫氧化鈉水溶液萃取，或是蒸餾、過鹼性管柱等方式製備純化出不含阻聚劑的單體。

## 製造方式
由對苯醌和甲醇經自由基反應制得對苯二酚單甲醚。

## 安全性
人们可以在工作场所通过吸入、皮肤吸收、吞咽、皮肤接触和眼睛接触而接触到 4-甲氧基苯酚。美国国家职业安全与健康研究所 (NIOSH) 已在 8 小时工作日内设定了 建议暴露限值 (REL)为 5 mg/m3 over an 8-hour workday.